# لور ساندون
لور ساندون (به انگلیسی: Lower Sundon) یک روستا در بریتانیا است که در Central Bedfordshire واقع شده‌است.